# Alicia Lourteig

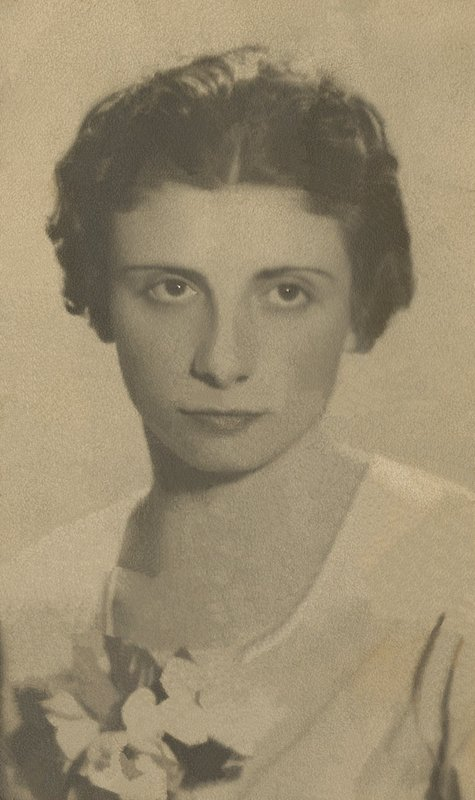
Alicia Lourteig

Alicia Lourteig (* 17. Dezember 1913 in Buenos Aires, Argentinien; † 30. Juli 2003 ebenda) war eine argentinische Botanikerin. Ihr Spezialgebiet waren vor allem die Sauerkleegewächse. Ihr offizielles botanisches Autorenkürzel lautet „Lourteig“.

## Leben
Die Tochter einer kastilischen Mutter und eines französischen Vaters studierte in Argentinien. 1932 erhielt sie ihr Baccalaureat, 1937 absolvierte sie ihr Apothekerexamen. 1946 promovierte sie in Biochemie und Pharmazie an der medizinischen Fakultät der Universität Buenos Aires.
Lourteig arbeitete von 1938 bis 1946 am Instituto Miguel Lillo de Tucumán und zeitgleich am Instituto Darwiniano de San Isidro in der Provinz Buenos Aires. Nach Abschluss des Studiums arbeitete sie an mehreren großen Herbarien, so in Kew Gardens (1948–1950), Stockholm (1950–1951), Kopenhagen (1951), Boston (1952–1953) und Washington, D.C. (1953).
Von Jean-Henri Humbert (1887–1967) unter Vertrag genommen, arbeitete sie ab 1955 am französischen Naturkundemuseum in Paris, wo sie bis 1979 forschte. Zunächst galt ihr Augenmerk der Flora Argentiniens, doch bald weiteten sich ihre Untersuchungen auf Pflanzenfamilien der Neotropis und der gemäßigten Breiten aus. Beispielsweise vervollständigte und aktualisierte sie die Nachtragsbände zur französischen Flora von Hippolyte Coste (1858–1924). Sie arbeitete aktiv in der Gesellschaft für Biogeographie und an der Erstellung des Internationalen Code der Botanischen Nomenklatur mit.
Lourteig erschloss die wichtigen historischen Belege der Herbarien von Aimé Bonpland (1773–1858), José Celestino Mutis (1731–1808) und Charles Plumier (1646–1704). Sie führte Feldforschungen in Südamerika, Australien und der Antarktis (Kerguelen) durch.

## Dedikationsnamen
William R. Anderson benannte 2006 in Novon, Bd. 16, S. 174 die Malpighiaceen-Gattung Alicia ihr zu Ehren. Auch die Gattungen Lourteigia R.M.King & H.Rob. aus der Familie der Korbblütler (Asteraceae) und Lourtella S.A.Graham, Baas & Tobe aus der Familie der Weiderichgewächse (Lythraceae) sind nach ihr benannt.

## Werke (Auswahl)
Alicia Lourteig ist Autorin von über 200 wissenschaftlichen Publikationen.
- (mit C. A. O’Donell): Acalypheae argentinae (Euphorbiaceae). Lilloa VIII, 1942.
- (mit C. A. O’Donell): Euphoriaceae argentinae. Phyllantheae, Dalechampieae, Cluytiae, Manihoteae. Lilloa IX, 1943.
- (mit C. A. O’Donell): Las celastráceas de Argentina y Chile. Buenos Aires: Ministerio de Agricultura y Ganadería, 1955.
- Ranunculaceas de Sudamérica tropical - Memoria, Soc. Ciencias Naturales La Salle, Caracas, 16 (43), SS. 19–88. (1956).
- Flora del Uruguay, Mayacaceae, Zygophyllaceae, Celastraceae, Lythraceae, Primulaceae. - Mus. Nac de Hist. Nat., Montevideo, 1963.
- (mit S. D. Piedrahita): Genesis De Una Flora. Ed. Academia Colombiana de Ciencias Exactas, Físicas y Naturales, 1991. 334 S. ISBN 958-9205-01-1